# Dolina Tomanowa

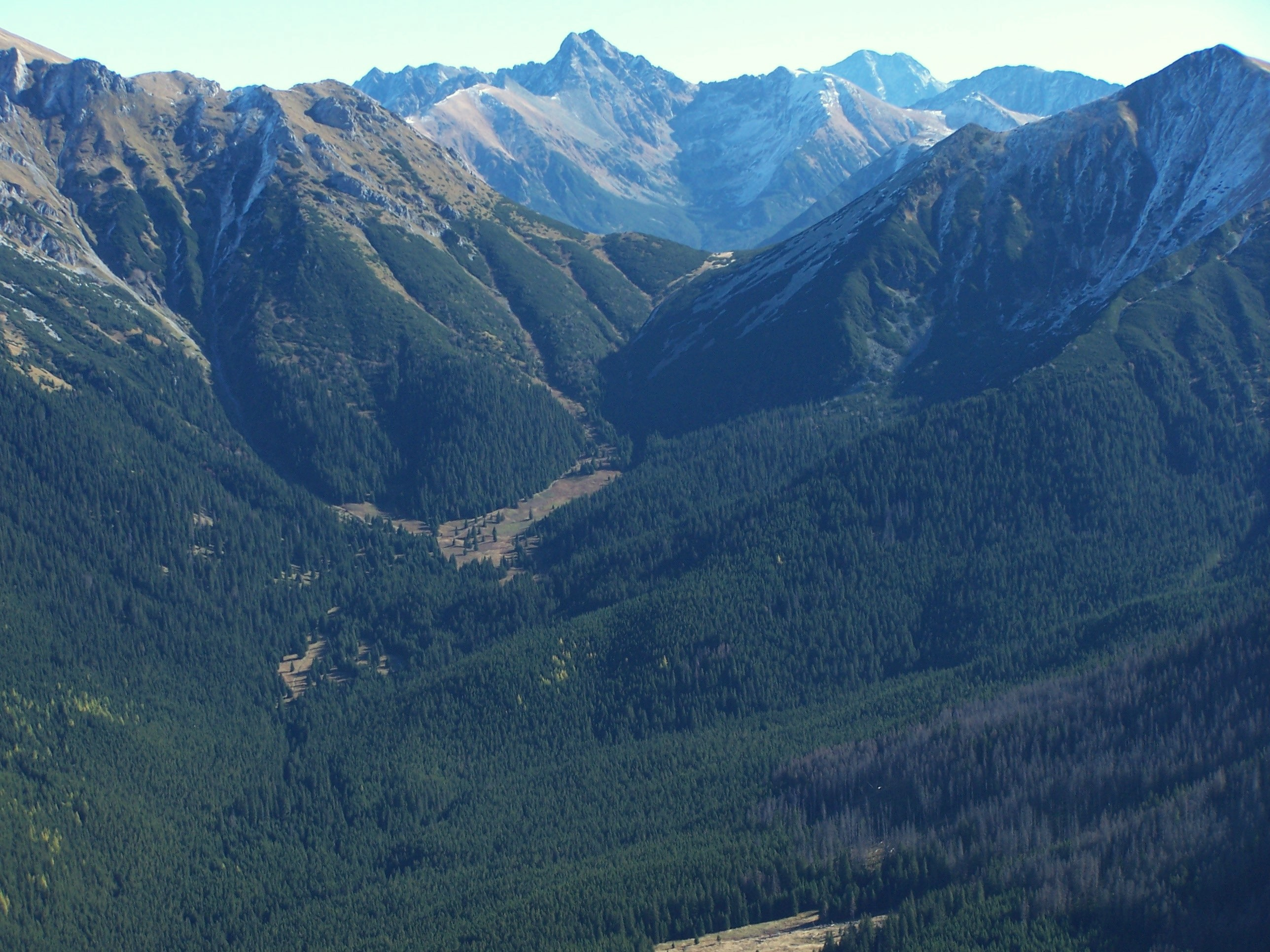
Dolina Tomanowa

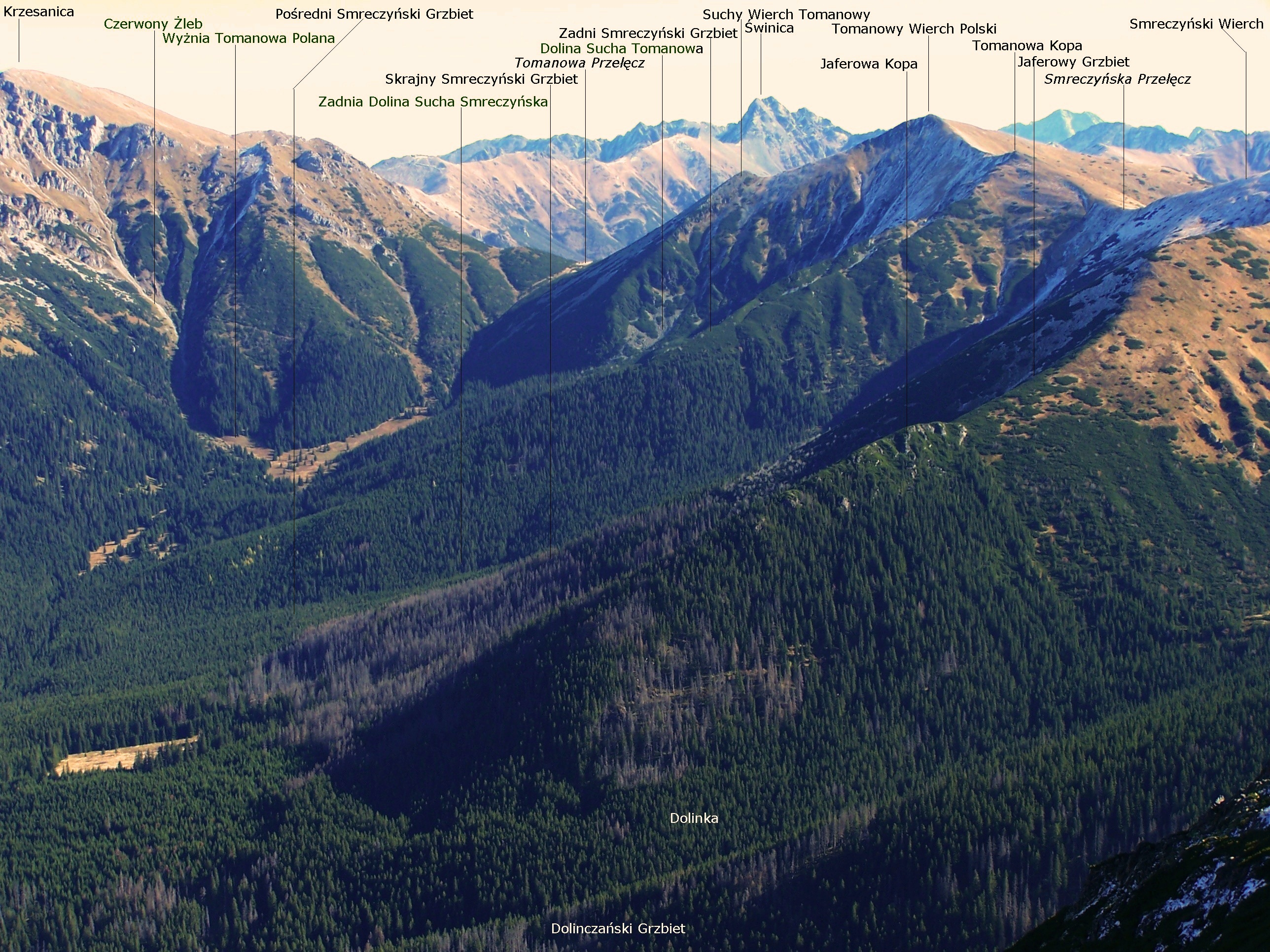
Dolina Tomanowa z opisanymi obiektami

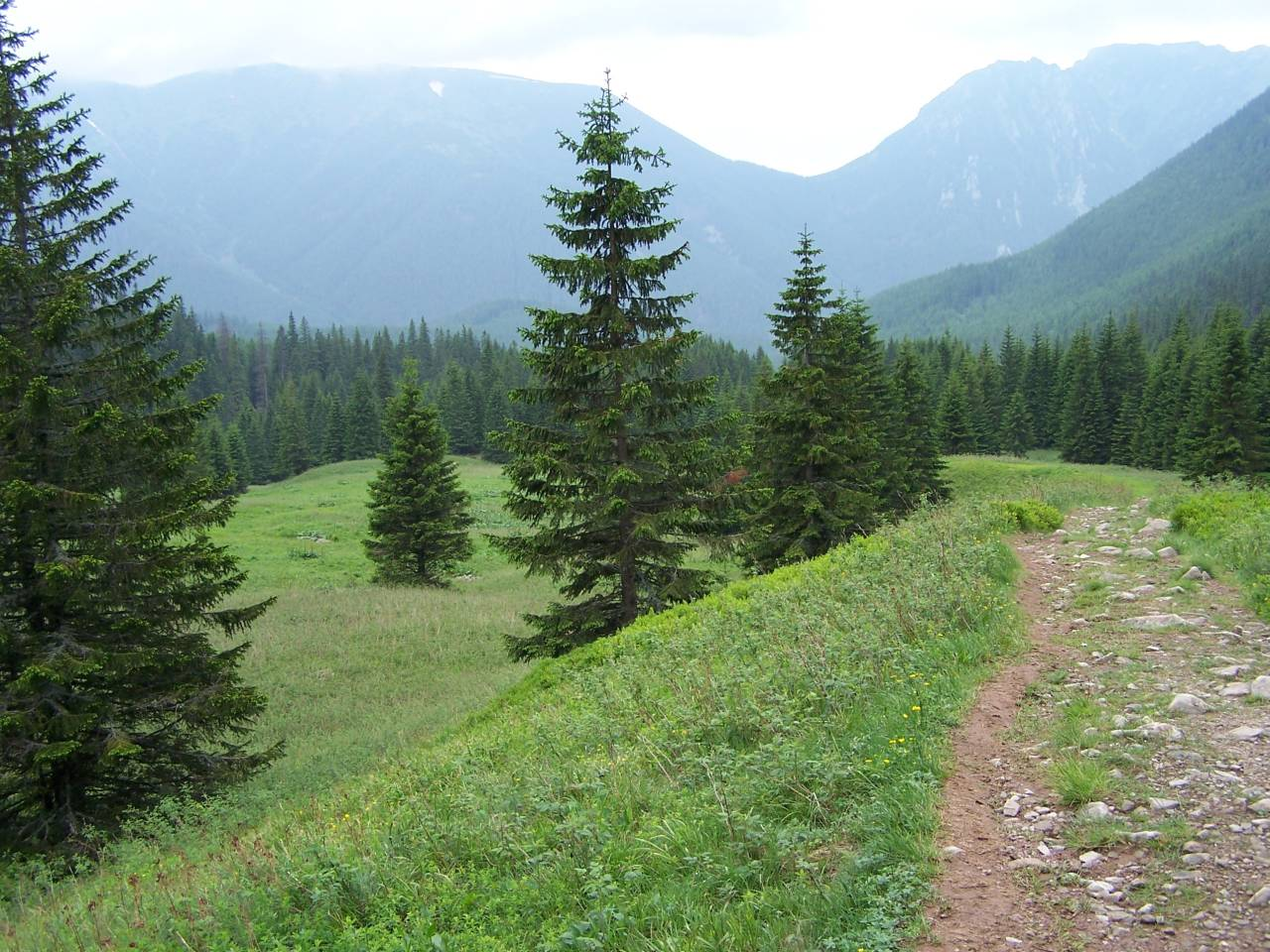
Wyżnia Polana Tomanowa

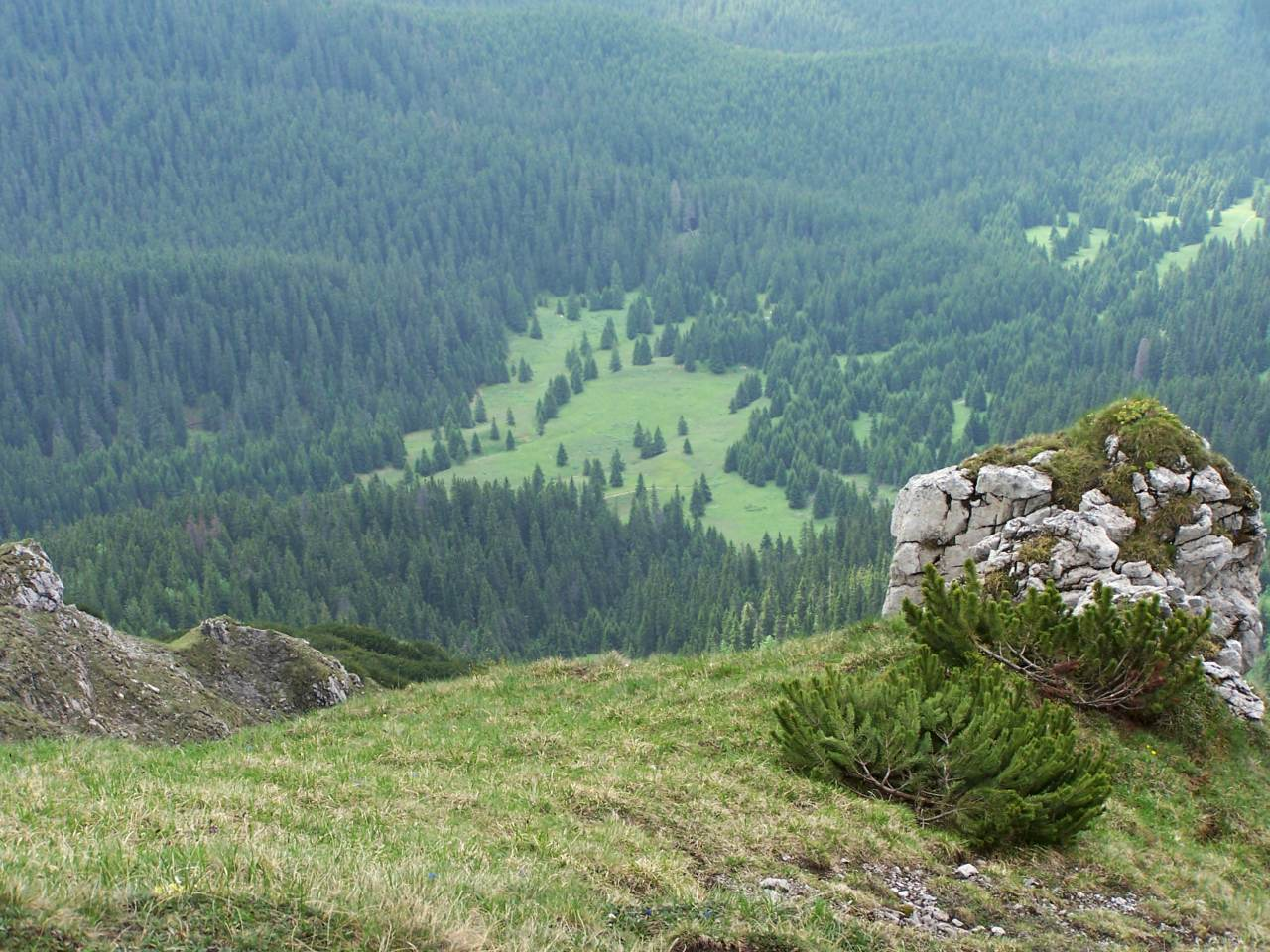
Dolina Tomanowa – widok z Tomanowej Przełęczy

Dolina Tomanowa – dolina znajdująca się w polskiej części Tatr Zachodnich i stanowiąca górne, wschodnie odgałęzienie Doliny Kościeliskiej. Jest jednym z głównych odgałęzień tej doliny.

## Topografia
Od wschodniej i południowej strony otaczają ją szczyty grani głównej Tatr Zachodnich od Ciemniaka przez Tomanowe Stoły, Tomanową Przełęcz, Tomanowy Wierch Polski po Smreczyński Wierch. Od północnej strony obramowanie doliny tworzy Tomanowy Grzbiet, Smreczyński Żar i Gubalec, od wschodniej Skrajny Smreczyński Grzbiet oddzielający ją od Doliny Pyszniańskiej – drugiego dużego odgałęzienia Doliny Kościeliskiej.
Dolina Tomanowa opada spod Tomanowej Przełęczy poprzez Kamienisty Żleb w północno-zachodnim kierunku, przy Polanie Smytniej uchodząc do Doliny Kościeliskiej. Dnem Doliny Tomanowej spływa Tomanowy Potok, będący dopływem Kościeliskiego Potoku. Dolina ma budowę asymetryczną. Po południowej stronie ma kilka bocznych odgałęzień, w kierunku od wschodu na zachód są to: Dolina Sucha Tomanowa, Zadnia Sucha Dolina Smreczyńska, Skrajna Sucha Dolina Smreczyńska. Po północnej stronie brak większych odgałęzień, prócz kilku żlebów, z których najwybitniejszy to Czerwony Żleb.

## Geologia
Dolinę Tomanową budują dwa rodzaje skał: południowe jej zbocza w grani głównej zbudowane są ze skał krystalicznych, północne ze skał osadowych (wapieni i dolomitów). Dolina Tomanowa leży w ciągu trzech głębokich przełęczy znajdujących się na styku dwóch formacji geologicznych. Obszar ten ciągnie się od Tomanowej Przełęczy przez Iwaniacką Przełęcz po Bobrowiecką Przełęcz. Wszystkie te trzy wybitne przełęcze znajdują się w linii prostej, co doskonale widoczne jest ze szlaku turystycznego prowadzącego grzbietem od Przełęczy pod Osobitą na Grzesia. W plejstocenie Dolina Tomanowa była zlodowacona.

## Przyroda
Dolina leży na głównym szlaku wędrówek dzikich zwierząt. Wiosną często na topniejącym śniegu spotyka się tropy niedźwiedzia, odbywają się tutaj rykowiska jeleni. Z rzadkich w Polsce roślin stwierdzono występowanie złoci małej, a w Czerwonym Żlebie także ostrołódki polnej występującej tylko w Tatrach i to w nielicznych tylko miejscach. Na wapiennych skałach bogata flora roślin wapieniolubnych. W 2004 r. znaleziono w Czerwonym Żlebie trzy tropy dinozaurów pochodzące z górnego triasu (znajdują się w Muzeum Przyrodniczym Tatrzańskiego Parku Narodowego).

## Historia
Niegdyś większa część doliny była wykarczowana i wypasana. Już w 1615 r. górale od króla Zygmunta III Wazy otrzymali zezwolenie na wykarczowanie i wypasanie tej doliny. Były tu 3 hale: Hala Tomanowa, leżąca po wschodniej stronie Tomanowego Potoku, Hala Smreczyny, leżąca po jego zachodniej stronie oraz część Hali Smytniej. Wypasu owiec i bydła zaprzestano w 1957 r., po utworzeniu tutaj ścisłego rezerwatu przyrody. Po halach pozostały obecnie nieduże i stopniowo zarastające lasem polany: Niżnia Polana Tomanowa, Wyżnia Polana Tomanowa i Wyżnia Smreczyńska Polana.
Dolina Tomanowa, z racji swojego położenia, stosunkowo łagodnych podejść oraz faktu, że ponad nią znajduje się jedna z najniższych w głównym grzbiecie Tatr Tomanowa Przełęcz, była od dawna głównym szlakiem wiodącym na drugą stronę Tatr. Wędrowali nią kupcy, zbójnicy, górnicy, pasterze, przemytnicy. W 1899 r. nawet projektowano wybudowanie tędy szosy łączącej Podhale z Liptowem. W Dolinie Tomanowej wydobywano kiedyś rudy metali, wspominają o tym już dokumenty z 1736 r. Później od górali halę wykupił hrabia Władysław Zamoyski. W 1927 r. wybudowano tutaj wzorcową bacówkę i urządzono pokazowy ośrodek szkolenia baców. W czasie II wojny światowej w budynku tej bacówki ukrywali się radzieccy partyzanci.

## Szlaki turystyczne
ze schroniska na Hali Ornak w Dolinie Kościeliskiej, skręcający na północ na Rozdrożu w Tomanowej i wiodący przez Czerwony Żleb, Tomanowy Grzbiet i Wysoki Grzbiet na Chudą Przełączkę i dalej na Ciemniak:
- Czas przejścia ze schroniska do rozdroża: 1:30 h, ↓ 1:10 h
- Czas przejścia od rozdroża na Chudą Przełączkę: 1:30 h, ↓ 1 h

Czerwony szlak Kamienistym Żlebem na Tomanową Przełęcz, zaczynający się w górnej części Wyżniej Polany Tomanowej na Rozdrożu w Tomanowej (skrzyżowanie ze szlakiem zielonym), został zamknięty przez TPN 22 maja 2009 r. Już rok wcześniej (w czerwcu 2008) podobny los spotkał słowacki czerwony szlak z Tomanowej Przełęczy do Doliny Cichej.